# Body in the cylinder
Body in the cylinder (Corpo nel cilindro) si riferisce a un caso di cronaca in merito al ritrovamento di un cadavere scoperto all'interno di un cilindro di acciaio parzialmente sigillato in un sito di bombe abbandonato della seconda guerra mondiale a Liverpool nel Regno Unito.
La scoperta fu fatta nel 1945 e si ritiene che il corpo fosse rimasto nascosto per 60 anni. Le inchieste hanno ricondotto a una persona per l'identità del defunto (che tuttavia non è stata confermata), mentre la causa della morte e la ragione della presenza nel cilindro rimangono un mistero.

## Scoperta del cilindro
Nell'estate del 1943 i soldati statunitensi stavano sgombrando un sito bombardato dai tedeschi sul retro della Chiesa metodista di Boundary Street East a Liverpool. Un bulldozer dell'US Army scoprì il cilindro mentre stava eliminando i detriti. Una delle due estremità del cilindro era ricoperta da una piastra d'acciaio, mentre l'altra era aperta. Il bulldozer mosse il cilindro e durante l'operazione schiacciò involontariamente l'estremità aperta. Gli imprenditori edili hanno quindi estratto il cilindro dalle macerie dell'edificio.
Dopo l'estate del 1943 il cilindro passò in gran parte inosservato. Un testimone locale, Norman Garner di 278 Great Homer Street, ha dichiarato di aver visto le persone usare il cilindro come seggiolino e che i bambini spesso ci giocavano. Circa due settimane prima della scoperta del corpo, alcuni testimoni videro bambini che facevano rotolare il cilindro da alcuni rifiuti in Great Homer Street fino a Claudia Street.

### Descrizione del cilindro
Il cilindro aveva una lunghezza di 2,1 m e un diametro di 48 cm ed era realizzato in acciaio calibro 9 e aveva uno spessore di 4 mm. Il cappuccio metallico all'estremità chiusa del cilindro è stato avvitato in posizione. L'estremità aperta del cilindro era stata compressa, e quasi chiusa, dal bulldozer, lasciando un'apertura di solo 10 cm. Nessuna traccia di vernice venne trovata all'interno del cilindro e l'opinione preponderante era che nel 1945 faceva parte di un condotto di ventilazione.

## Scoperta del corpo
Il 13 luglio 1945 tre ragazzini stavano giocando con il cilindro, rotolandolo per le strade, quando uno di loro provò a vedere cosa ci fosse all'interno. Inizialmente videro quella che sembrava essere una scarpa; tuttavia, dopo un esame più attento, sembrava la parte di uno scheletro umano. La polizia fu chiamata sulla scena e il cilindro fu aperto con l'ossiacetilene. Il contenuto risultò essere uno scheletro umano completo accompagnato da un numero di altri elementi. La polizia rimosse i resti e li portò all'obitorio.

## Descrizione della vittima
I resti risultarono quelli di un maschio adulto alto 1,80 metri. Le analisi del corpo fecero pensare che l'uomo dovesse avere tra i 25 e i 50 anni al momento della morte. Il corpo sembrava essere stato in situ per molto tempo.
Mancava la base sinistra del teschio. Il cranio era rotto vicino all'orecchio sinistro ma non per cause di morte violenta. La testa e il busto si staccarono, ad un certo punto, per il movimento. È stata trovata una piccola quantità di capelli ancora presente sul cranio. 
Sembrava che l'uomo fosse strisciato nel cilindro. La posizione dello scheletro suggeriva che l'uomo era sdraiato e usava un mattone avvolto in un sacco come cuscino quando morì. Il corpo è stato trovato completamente vestito e disteso.Era vestito con abiti tipici della fine dell'età vittoriana e sembravano di buona qualità.

### Oggetti trovati con il corpo
Sono stati trovati numerosi oggetti con il corpo. Questi includevano due diari, sette chiavi corrose e alcuni documenti. Non sono stati trovati denaro o altri oggetti di valore nelle tasche del defunto. L'elenco degli oggetti trovati nel cilindro, come riportato nel 1945, è il seguente:
- Due diari datati 1884 e 1885.[3] I diari erano in gran parte illeggibili per il coroner nel 1945, ma un diario datato giugno 1885 annotò un appuntamento .'appointment for 1 pm with F C Gredy at Cons'.[1]
- Una cartolina (distrutta ma ricostruita dal coroner), con timbro postale di Birmingham, con il timbro del 3 luglio 1885.[3] La cartolina è stata spedita a TC Williams dal sig. AE Harris.[1]
- Un fazzoletto.[1]
- Una spilla.[3]
- Un anello d'oro con sigillo di una pietra verde punteggiata di rosso.[1] L'anello con sigillo era molto usurato e portava il segno distintivo "London 1859".[3]
- Una nota di avviso datata 27 giugno 1885 della London and North Western Railway.[3]
- Cinque fogli di conto (quattro inutilizzati) della TC Williams and Co.[1]
- Una ricevuta di una transazione della TC Williams and Co, Leeds St Liverpool.[1][3]

## Indagine
L'inchiesta fu aperta il 19 luglio 1945 e sospesa per un mese dal coroner di Liverpool Mr G.C. Mort.
Non c'erano prove che l'uomo fosse rimasto ucciso nel bombardamento tedesco come inizialmente sospettato. Il patologo ha notato una grande quantità di umidità nel cilindro che indicava due possibili scenari, ossia o che la vittima avrebbe potuto essere rimasta nel cilindro non sigillato per circa 10 anni, o che il cilindro avrebbe potuto essere stato sigillato non ermeticamente, con una successiva infiltrazione di umidità e il cadavere non si decompose completamente. Tale scenario indicava che era possibile che il corpo fosse nel cilindro dal 1885 o 1890. Le condizioni nel cilindro indicavano che il corpo aveva subito una normale decomposizione.
Il 31 agosto 1945 il coroner chiuse l'inchiesta affermando che era impossibile stabilire la causa della morte a causa di informazioni insufficienti. Si pensa che la data della morte fosse il luglio del 1885.

### Thomas Creegan Williams
Nell'agosto 1945 l'indagine indicava Thomas Creegan Williams, un produttore di vernici e pennelli di Leeds Street 5 a Liverpool, come potenziale identità per il defunto. TC Williams and Co. erano un negozio di vernici a Tithebarn Street e a Smithfield Street intorno al 1885. Thomas Creegan Williams viveva al 29 di Cambridge Road nel quartiere di Seaforth, poi si trasferì a Woodville House in Abbotsford Road nella zona di Blundellsands.
Williams dichiarò bancarotta il 10 marzo 1884. L'inchiesta ipotizzò che Williams avesse lasciato la sua casa di famiglia a causa di difficoltà finanziarie e dormisse nel cilindro in quelli che si supponeva fossero i locali commerciali di sua proprietà. In qualche modo il cilindro si chiuse e lui morì asfissiato. Si pensava che la scomparsa potesse essere stata interpretata nel 1885 come una fuga deliberata per evitare i creditori; cercare la fuga in un altro paese via nave non era un metodo insolito per sfuggire ai debiti in quell'epoca.
Secondo i dati ottenuti dall'inchiesta, la moglie di Williams fu sepolta da sola a Liverpool nel Cimitero di Anfield, ma non fu trovata alcuna notizia della morte di Williams o della sua sepoltura a Liverpool. In effetti, non c'erano documenti in Inghilterra e Galles di una sepoltura a nome TC Williams. TC Williams aveva un figlio nato nel 1859. L'indagine cercò i parenti di Williams, ma senza successo.